# Paul Frölich (Politiker)

Paul Frölich (um 1928)

Paul Frölich (* 7. August 1884 in Leipzig; † 16. März 1953 in Frankfurt am Main) war ein kommunistischer Politiker und Autor, er war Nachlassverwalter und Biograf von Rosa Luxemburg. Pseudonyme Paul Werner, K(arl) Franz, Wilhelm Fröhlich, Hans Wolf.

## Leben

### Jugend
Paul Frölich wurde als zweites von elf Kindern in einer Arbeiterfamilie geboren – der Vater war Maschinenschlosser und Funktionär der SPD, die Mutter Fabrikarbeiterin. Durch seine Eltern lernte er schon früh sozialistische Ideen kennen, so trat er 1902 der SPD bei. Als begabter Schüler erhielt er die Möglichkeit, kostenfrei die Realschule in Leipzig zu besuchen. Danach absolvierte er in Dresden, Neustadt/Posen und Leipzig eine zweijährige Lehre als kaufmännischer Angestellter; gleichzeitig bildete er sich durch Kurse des Leipziger Arbeitervereines weiter, auch besuchte er 1905 als Gasthörer zwei Semester lang volkswirtschaftliche Vorlesungen an der Leipziger Universität. Seit dieser Zeit begann Frölich für verschiedene sozialdemokratische Zeitungen zu schreiben. Unter anderem absolvierte er ein Volontariat bei der dem linken SPD-Flügel nahestehenden Leipziger Volkszeitung unter Paul Lensch und arbeitete mit Hermann Duncker zusammen. Ab 1908 war er als Redakteur zunächst bei der Altenburger Volkszeitung, ab 1910 beim Hamburger Echo angestellt, gleichzeitig war er Stadtverordneter in Altona.

### In IKD, KPD, KPD-O und SAPD
1914 gehörte Frölich, der kurzzeitig als Unteroffizier eingezogen und nach einer Verletzung als untauglich ausgemustert wurde, zu den radikalen Kriegsgegnern in der SPD und gehörte der Redaktion der bis 1916 auf Seiten der Kriegsgegner stehenden Bremer Bürger-Zeitung an. Nachdem diese wieder auf SPD-Linie gebracht worden war, gab er gemeinsam mit Johann Knief in Bremen als Organ der Bremer Linksradikalen die Wochenzeitung Arbeiterpolitik heraus. Als Vertreter der Bremer Linksradikalen nahm Frölich 1916 an der zweiten Konferenz der Zimmerwalder Linken im schweizerischen Kiental teil. Ende 1916 wurde Frölich zum zweiten Mal an die Ostfront zum Militär eingezogen, hierbei wurde er wegen antimilitaristischer Propaganda von Mitte 1918 bis zum Kriegsende in einer Nervenheilanstalt in Rendsburg inhaftiert. Auf dem KPD-Gründungsparteitag wurde Frölich als Vertreter der aus den Bremer Linksradikalen hervorgegangenen Internationalen Kommunisten Deutschlands (IKD) in den Vorstand der Partei gewählt, dem er bis 1924 angehörte. In den ersten Jahren gehörte Frölich dem linken Parteiflügel an, schloss sich aber nicht wie viele ehemalige IKD-Mitglieder der 1920 gegründeten KAPD an. Sowohl an der Münchner Räterepublik wie an den Märzkämpfen in Mitteldeutschland 1921 beteiligt, näherte sich Frölich ab 1922 gemeinsam mit August Thalheimer und Heinrich Brandler gemäßigteren, auf eine Einheitsfrontpolitik mit der SPD ausgerichteten Positionen an und wurde auf Grund dessen 1924, nachdem sich die ultralinke Gruppe um Ruth Fischer und Arkadi Maslow nach dem gescheiterten Hamburger Aufstand durchgesetzt hatte, nicht mehr in den Parteivorstand gewählt. In dieser Zeit repräsentierte er die KPD von 1921 bis 1924 im Reichstag und 1921 auf dem 3. Kongress der Kommunistischen Internationalen. In den nachfolgenden Jahren war Frölich zunächst editorisch und publizistisch tätig, so in der Verwaltung des Nachlasses von und der Herausgabe der Werke von Rosa Luxemburg, von welchen die ersten drei Bände 1925 bis 1928 erschienen; nebenher war er an der Parteihochschule der KPD tätig.
Nachdem er 1928 auf der Liste der KPD in den Reichstag gewählt worden war, wurde Frölich Ende des gleichen Jahres, nachdem er sich der KPD-O um Brandler und Thalheimer angeschlossen hatte, aus der KPD ausgeschlossen. Frölich zählte in der Leitung der KPD-O mit Jacob Walcher und August Enderle zu denjenigen, die für ein engeres Zusammengehen mit anderen revolutionären Kleingruppen und gegen die Perspektive der Leitungsmehrheit eintraten, dass die KPD reformierbar und außerdem die innere Entwicklung in der Sowjetunion nicht zu kritisieren sei. Im Januar 1932 aus der KPD-O ausgeschlossen, trat Frölich mit mehreren hundert Genossen zur SAPD über, in deren Vorstand er im März desselben Jahres gewählt wurde. Neben Fritz Sternberg galt er als führender Theoretiker des linken, revolutionären Parteiflügels; so verfasste er das programmatische Dokument „Was will die SAP“. Nach dem zweiten, bereits in der Illegalität stattgefundenen Parteitag der SAPD wurde Frölich beim Versuch der Ausreise nach Norwegen, wo er die Auslandszentrale der Partei aufbauen sollte, Ende März 1933 auf Fehmarn verhaftet und neun Monate bis zum Ende des Jahres im KZ Lichtenburg gefangen gehalten.

### Exil und Rückkehr
Anfang 1934 wurde Frölich versehentlich freigelassen. Ihm gelang darauf die Flucht in die Tschechoslowakische Republik, von dort reiste er im Frühjahr 1934 nach Paris weiter, wo die Auslandsleitung der SAPD, welcher er bis zu deren Verfall 1939/40 angehörte, ansässig war. Neben Jacob Walcher kann Frölich in dieser Zeit als Vorsitzender der Partei betrachtet werden. In den beiden Parteiorganen Neue Front und Marxistische Tribüne publizierte er in dieser Zeit unter den Pseudonymen K(arl) Franz, Wilhelm Fröhlich und Hans Wolf und nahm als SAPD-Vertreter am Ausschuss zur Vorbereitung einer deutschen Volksfront und an der Arbeitsgemeinschaft für sozialistische Inlandsarbeit (AGSI) teil. Ab 1936 bezog Frölich verschiedentlich Positionen, welche von denen der Parteimehrheit um Walcher abwichen, so kritisierte er die seiner Meinung nach zu enge Anlehnung der SAPD an die KPD und teilte wesentliche Positionen der 1937 ausgeschlossenen Gruppe Neuer Weg um Erwin Heinz Ackerknecht und Walter Fabian. Weiterhin hielt er, in Anlehnung an seine Positionen während des Ersten Weltkrieges, die Unterstützung imperialistischer Länder während künftiger Kriege für unzulässig. In dieser Zeit verfasste er, vom linken britischen Verleger Victor Gollancz finanziell unterstützt, die bekannte Luxemburg-Biographie Rosa Luxemburg – Gedanke und Tat, welche er kurz vor Kriegsbeginn fertigstellte. 1939 bei Kriegsausbruch in den Lagern Le Vernet und Bassens interniert, gelang es ihm 1941 über Martinique in die USA nach New York zu flüchten, wo er unter anderem an Forschungen zur französischen Revolution arbeitete. Ende 1950 kehrte er in die Bundesrepublik zurück und ließ sich in Frankfurt am Main nieder. Er lehrte vor Jugendlichen in sozialdemokratischen und gewerkschaftlichen Bildungseinrichtungen und wollte durch die Fortführung seiner historischen Studien und die Fruchtbarmachung der Marxschen und Luxemburgschen Gedanken für die Gegenwart die Strategie eines „realistischen Humanismus“ für Marxisten in der BRD gewinnen. Hier schloss er sich der SPD an, der er bis zu seinem Tod 1953 angehörte, da es nicht zur von ihm erhofften Gründung einer „dritten“, linkssozialistischen, die Spaltung zwischen SPD und KPD/SED überbrückenden Partei gekommen war. Daneben beteiligte er sich an der von Fritz Lamm herausgegebenen linkssozialistischen Zeitschrift Funken und unterhielt einen engen Diskussionskontakt zum Marxismusforscher Roman Rosdolsky.
Paul Frölich war seit den 1920er Jahren mit der kommunistischen Politikerin Rosi Wolfstein (1888–1987) liiert, seit 1948 auch verheiratet. Er wurde am 21. März 1953 auf dem Frankfurter Hauptfriedhof beerdigt.

## Denken
Einen eigenständigen Beitrag zur marxistischen Theoriebildung lieferte Frölich in seinen letzten Lebensjahren in einigen erst nach seinem Tode publizierten Texten. In diesen Fragmenten zur Analyse der stalinistischen Sowjetunion lehnte Frölich es ab, die Sowjetgesellschaft mit Begriffen wie Staatskapitalismus oder deformierter Arbeiterstaat zu kennzeichnen, sondern hielt es auf Grund der instabilen Natur der dortigen Gesellschaft für besser, diese zu beschreiben als mit einem Etikett zu versehen. Frölich ging von der Annahme aus, dass die vorrevolutionäre russische Gesellschaft für einen Übergang zum Sozialismus objektiv nicht reif gewesen ist. Nach der Revolution sei eine Gesellschaft entstanden, welche durch ein prekäres, nur temporär stabiles Gleichgewicht zwischen verschiedenen gesellschaftlichen Widersprüchen geprägt sei und in welcher eine tendenziell sich immer mehr abschottende und immer mehr erstarrende bürokratische Kaste eine diktatorische, nicht-sozialistische und totalitäre Herrschaft ausübe. Ökonomisch sei von einer nicht-kapitalistischen Planwirtschaft zu sprechen.

## Schriften

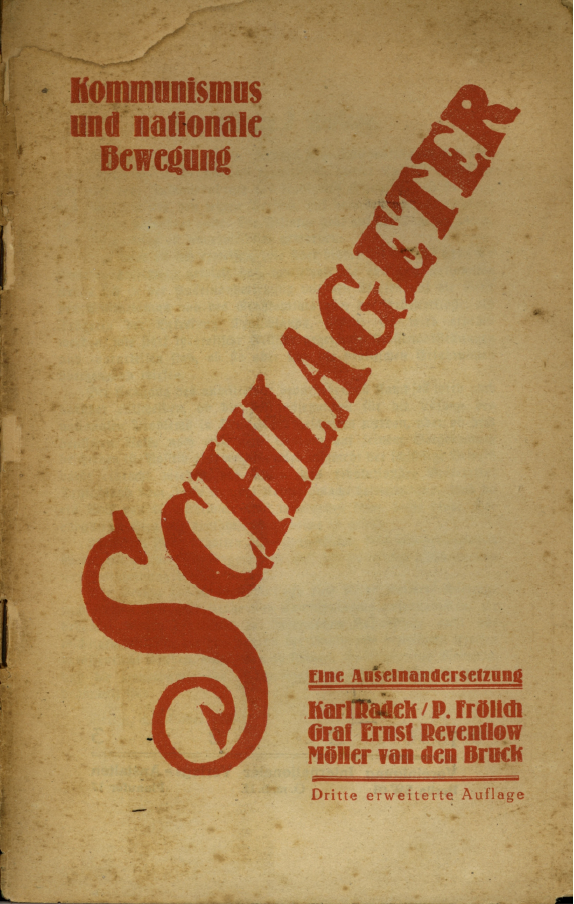
Schlageter – Eine Auseinandersetzung

- Paul Werner: Die Bayrische Räterepublik. Tatsachen und Kritik. o. O., 1919.
  - Paul Werner: Die Bayrische Räterepublik. Tatsachen und Kritik. 2. Aufl., erweiterte durch einen Anhang: Dekrete, Aufrufe. Franke, Leipzig 1920.
  - Paul Werner: Die Bayrische Räterepublik. Tatsachen und Kritik. Verlag der Kommunistischen Internationale, Petrograd 1920.
  - Paul Werner: Der weiße Schrecken in Bayern. In: Almanach des Verlages der Kommunistischen Internationale. Verlag der Kommunistischen Internationale, Petrograd 1921, S. 320–331. (Die Bayrische Räte-Republik)
  - Die Bayrische Räterepublik. Tatsachen und Kritik. Nachdruck der 2. um einen Anhang erweiterten Auflage Leipzig 1920. Verlag Neue Kritik, Frankfurt am Main 1971, ISBN 3-8015-0087-X (Archiv sozialistischer Literatur 22)
- Paul Frölich: Die Politik des Hamburger Arbeiterrats, in: Die Internationale, Jg. 1 (1919), H 13/14, S. 264 ff.
- Karl Radek: In den Reihen der deutschen Revolution 1909–1919. Gesammelte Aufsätze und Abhandlungen. Einleitung Paul Frölich. Wolff, München 1921
- Wider den weißen Mord. 2. Aufl. Vereinigung Internationaler Verlags-Anstalten, Berlin 1922
- Der Weg zum Sozialismus. Kommunistische Arbeiterzeitung, Hamburg 1919. (= Proletarische Flugschriften. Willaschek, Hamburg Band 2)
- Die syndikalistische Krankheit. o. O. 1919.
- Das Verbrechen an den Eisenbahnern. Der Februar-Streik und seine Lehren. Vereinigung Internationaler Verlags-Anstalten, Berlin 1922.
- Paul Werner: Eugen Leviné. Vereinigung Internationaler Verlags-Anstalten, Berlin 1922.
- Karl Radek, P. Frölich, Graf Ernst Reventlow, Moeller van den Bruck: Schlageter. Kommunismus und nationale Begegnung . Eine Auseinandersetzung. Vereinigung Internationale Verlags-Anstalt, Berlin 1923. 3. Aufl. 1923 Digitalisat
- 10 Jahre Krieg und Bürgerkrieg. Band 1: Der Krieg. Vereinigung Internationaler Verlags-Anstalten, Berlin 1924.
- Georges-Jacques Danton. Mit einer Einleitung von Paul Frölich. Neuer Deutscher Verlag 1925. (=Redner der Revolution 8)
- Rosa Luxemburg: Gegen den Reformismus. Eingeleitet und bearbeitet von Paul Frölich. Vereinigung Internationaler Verlags-Anstalten, Berlin 1925. (Rosa Luxemburg. Gesammelte Werke. Hrsg. von Clara Zetkin und Adolf Warski. Band 3)
- Keinen Pfennig den Fürsten! Vereinigung Internationaler Verlags-Anstalten, Berlin 1926.
- Georg Porschnew: Das Buchwesen in der UdSSR. Ein kurzer Abriß. Mit einem Vorwort von P. Frölich. Staatsverlag, Moskau 1927.
- Alles für die Revolution! Aus Leben und Werk der Kämpferin Clara Zetkin. Hrsg. von Ernst Schneller. Vereinigung Internationaler Verlags-Anstalten, Berlin 1927.
- Rosa Luxemburg: Gewerkschaftskampf und Massenstreik. Eingeleitet und bearbeitet von Paul Frölich. Vereinigung Internationaler Verlags-Anstalten, Berlin 1928. (Rosa Luxemburg. Gesammelte Werke. Hrsg. von Clara Zetkin und Adolf Warski. Band 4)
- P. Frölich, A. Schreiner: Die deutsche Sozialdemokratie. 14 Jahre im Bunde mit den Kapital. Internationaler Arbeiter-Verlag, Berlin 1928.
- Der Berliner Blut-Mai. Julius-Verlag, Berlin 1929
- Manabendra Nath Roy: Revolution und Konterrevolution in China. Übersetzt aus dem Englischen von Paul Frölich. Soziologische Verlags-Anstalt, Berlin 1930.
- Die weltpolitische Lage. Referat des Genossen Franz vor der erweiterten Parteileitung der SAP, Anfang Juli 1937. Sozialist. Arbeiterpartei Deutschlands, Paris 1937.
- Was kommt nach Hitler? Probleme der deutschen Revolution. Hrsg. von der Sozialist. Arbeiterpartei Deutschlands. Paris 1937.
- Was will die SAP? Berlin 1932, S. 22–25 (ein Auszug hieraus hier (Memento vom 10. Mai 2007 im Internet Archive)).
- Rosa Luxemburg. Gedanke und Tat. Ed. nouv. internat., Paris 1939.
  - Rosa Luxemburg. Her life and work. Translated by Edward Fitzgerald. Gollancz, London 1940.
  - Rosa Luxemburg. Gedanke und Tat. Oetinger, Hamburg 1949.
  - Rosa Luxemburg. Gedanke und Tat. Durchsicht und Bearbeitung von Rose Frölich. Mit einem Nachwort von Iring Fetscher. Europäische Verlags Anstalt, Frankfurt a. M. 1967.
- Zur Krise des Marxismus. Hamburg 1949.
- Thomas Jefferson, der Demokrat. In: Rote Revue. Sozialistische Monatsschrift. 30 Jg., 1951, S. 360–363,  doi:10.5169/seals-336603
- Vom Wege zum Sozialismus. In: Funken, Stuttgart, April 1952.
- Bourgeoise und plebejische Revolution im Spiegel der Menschenrechte. Aus dem Nachlass des am 16. März 1953 verstorbenen Historikers Paul Frölich veröffentlichen wir die nachfolgende Studie zu seinem unvollendet gebliebenen Werk: Demokratie und Diktatur in der Französischen Revolution. In: International review of social history. Band 1, 1956, Heft 3. Dezember, S. 464–483. ISSN 1469-512X
- 1789 – Die große Zeitenwende. Von der Bürokratie des Absolutismus zum Parlament der Revolution. Europäische Verlags Anstalt, Frankfurt a. M. 1957.
- Beiträge zur Analyse des Stalinismus. Zwei unveröffentlichte Manuskripte aus dem Nachlass. In: Claudio Pozzoli (Hrsg.): Jahrbuch Arbeiterbewegung. Band 4: Faschismus und Kapitalismus. Suhrkamp Verlag, Frankfurt am Main 1976, ISBN 3-436-02392-2, S. 141–155.
- Im radikalen Lager. Politische Autobiographie 1890–1921. Hrsg. von Reiner Tosstorff. Basis-Druck, Berlin 2013. ISBN 978-3-86163-147-7, engl. Ausgabe: In the Radical Camp, ISBN  978-90-04-41015-2